# イーゾラ・ディ・フォンドラ
イーゾラ・ディ・フォンドラ（伊: Isola di Fondra  ( 音声ファイル)）は、イタリア共和国ロンバルディア州ベルガモ県にある、人口約200人の基礎自治体（コムーネ）。

## 地理

### 位置・広がり
ベルガモ県北部、ヴァル・ブレンバーナのコムーネ。県都ベルガモから北へ32km、州都ミラノから北東へ72kmの距離にある。

#### 隣接コムーネ
隣接するコムーネは以下の通り。
- ブランツィ
- モーイオ・デ・カルヴィ
- ピアッツァトッレ
- ロンコベッロ

### 地震分類
イタリアの地震リスク階級 (it) では、3 に分類される
。

## 行政

### 山岳部共同体
広域行政組織である山岳部共同体「ヴァッレ・ブレンバーナ山岳部共同体」  (it:Comunità montana della Valle Brembana)  （事務所所在地：ピアッツァ・ブレンバーナ）を構成するコムーネである。

### 分離集落
イーゾラ・ディ・フォンドラには、以下の分離集落（フラツィオーネ）がある。
- Trabuchello (sede comunale), Fondra, Cornelli, Foppa, Frage, Isola, Piazzola, Pusdosso, Via Piana